# Štit (zviježđe)
Štit (lat. Scutum) jedno je od 88 modernih zviježđa.

## Vanjske poveznice
- The Deep Photographic Guide to the Constellations: Scutum